# Шрек 2
«Шре́к 2» (англ. Shrek 2) — анімаційно-комп'ютерний фільм кіностудії Dreamworks Pictures 2004 року, який є продовженням фільму «Шрек». Його прем'єра відбулася 19 травня 2004 року на кінофестивалі в Каннах, в конкурсній програмі якого він брав участь. Мультфільм був номінований на премію «Оскар» за найкращий анімаційний повнометражний фільм.

## Сюжет
У Шрека та Фіони — медовий місяць. Вони отримують послання від батьків Фіони — короля та королеви королівства «Далеко-далеко» (англ. Far Far Away). Фіона вмовляє чоловіка поїхати, стверджуючи, що батьки будуть раді їх бачити, і врешті-решт вони залишають будинок на «казкових істот», беруть Осла і виїжджають на своїй кареті-цибулині.
Але коли король Гарольд бачить Шрека і Фіону, особливої радості він не відчуває. За ідеєю, Фіону повинен був звільнити й узяти в дружини принц Красивий, але він, очевидно, спізнився. Далі виявляється, що мати принца — фея-Хрещена Фіони, і вони цим весіллям давно вже замишляють прибрати до рук королівство.
Хрещена шантажем змушує короля найняти вбивцю, щоб позбутися від Шрека. У таверні король знаходить «фахівця з людожерів» — Кота у Чоботях — проте той провалює завдання. Шрек залишає Кота в живих, і той, на знак вдячності, просить Шрека дозволити супроводжувати його. До того ж Кіт повідомляє Шреку ім'я свого колишнього наймача.
Шрек з друзями в пошуках ради направляються на чарівну фабрику до Феї, не здогадуючись про її роль в цій історії. Зрозуміло, вона радить Шреку залишити принцесу для її ж щастя. Проте, Шрек викрадає у Феї чарівний еліксир, який перетворює в людину і його, і Фіону — але ненадовго. Фіону, щоб закляття закріпилося, ще потрібно поцілувати до півночі.
Але Хрещена та її син не здаються і будують нові підступи — адже сама принцеса ще не бачила Шрека в людській подобі. Зустрівши її вранці в замку, Красивий називає Шреком себе…
Зрозумівши, що його улюблену підло обманюють, Шрек разом з казковими персонажами штурмує замок. Фея-Хрещена намагається знищити Шрека, але в останній момент король закриває його своїм тілом. Заклинання перетворює короля Гарольда на жабу, але, відбившись від обладунків, вражає і саму фею.
Годинники починають бити північ, Шрек розповідає про еліксир і намагається поцілувати Фіону, але вона чекає, доки вони знову не перетворяться на огрів. Гарольд просить вибачення і благословляє шлюб Шрека з Фіоною.

## Ролі озвучували
- Майк Маєрс — Шрек
- Кемерон Діас — Фіона
- Едді Мерфі — Віслюк
- Антоніо Бандерас — Кіт у чоботях
- Джон Кліз — Король Гарольд
- Джулія Ендрюс — Королева Ліліан
- Ларрі Кінг — потворна зведена сестра (Доріс)
- Руперт Еверетт — Красивий принц (Чармінг)
- Дженніфер Саундерс — Фея-хрещена.

## Персонажі
Шрек  огр. Який проводить  разом з  дружиною найкращій Фіоною місяць після весілля. Поки її батьки Король та Королева не прислали листи на королівський бал. Але батько Фіони не дуже задоволений, що його донька стала огром, та Фіона і Шрек сваряться. Але через день Шрек розуміє що хоче щоб Фіона була щаслива та разом з котом і Віслюком крадуть зілля у Феї перетворюється він на людину але хрещена Фея все зіпсувала щоб зблизити зі своїм сином заради королівства. У кінці батько Фіони рятує Шрека від феї та перетворюється на жабу і вибачається перед. Потім він стає знову огром
Фіона. Принцеса тридев'ятого королівства дуже хотіла зустріти батьків але Шрек не дуже хотів  туди їхать. Потім вони сваряться , через день шукає Шрека та шкодує що до них приїхала. Але засинає та перетворюється знову на людину перелякана. Потім чує голос Шрека але її обманює син Феї принц  та вона підозрює що це Шрек але по парадами батька йде на бал. Потім там зустрічає Справжнього Шрека.  Він пропонує поцілувати його щоб назавжди бути людьми але фіона  говорить що кохає чоловіка огра за якого вийшла заміж.
Віслюк. Покидає драконіху  та йде набридати Шреку І Фіоні.  Перший хто випив зілля та перетворився на білого коня заради Шрека. Але у кінці серії знову з'єднуєтся з драконіхой яка народила йому дітей
Кіт у Чоботах.  За гроші короля  вирішив вбити Шрека потім вдавався і потрапив пробачення та став його другом та допомогає йому. Вміє маніпулювати очима.
Король Гарольд батько Фіони уклав угоду з Хрещеною Феєю яка перетворила із жаби на людину. Іза неї не був радий що Шрек рятував свою доньку але потім розуміє що зі Шреком краще і не хоче давати зіля Фіони щоб вона не поцілувала принца. Але все ж таки погодившись обманює фею і сам випиває зілля  у чашки з чаєм коли розуміє що Фіона не кохає принца. Після рятує Фіону і Шрека і знову перетворюється на жабу.
Королева Ліліан Мати Фіони. Від свого чоловіка навпаки прийняла Шрека та дуже сумувала за Фіоною не дивлячись що вона огр та намагалась переконати Чоловіка що вони теж були закохані і цілувалися. Коли він перетворився на жабу вона сказала що пишається ним коли він вибачився перед Шреком і Фіоною.
Хрещена Фея. Чаклунка яка була незадоволена Королем коли її син не встиг рятувати Фіону. Та використовує Короля щоб він вбив Шрека. Але Шрек прийшов до неї після того як вона дала Фіоні візитку забравши з її рук , вона пояснила Шреку що він не може бути щасливим з Фіоною та викрадає її зіля і вона придумував товарний план. Намагаючись видати свого сина за Шрека та змушує Гарольда дати зілля Фіоні. Коли Шрек зірвав бал змушує сина поцілувати її але марно. Потім розлучення  фея хоче знищити Фіону і Шрека їх рятує Гарольд і вона від свого удару палички помирає.
Принц Красунчик. Намагався рятувати Фіону від дракона але зустрічає там вовка який каже що вона  вже заміжжем.Коли від матері дізнається що Шрек рятує Фіону хоче вбити його заради королівства який пообіцяв Гарольд. Та мати його виробляє план щоб він. Щоб він збрехав Фіоні що він огр перетворившись на людину і у нього інший голос але Фіоні він набридає та вона розуміє що це не він. По парадами батька йде на бал з красунчиком танцює з ним поки не прийшов  справжній Шрек. Мати йому накозує цілувати Фіону. Але фіона спочатку зробила вигляд що він йї подобається та вдарила принца по обличу і воз'єдналась зі Шреком.

## Український дубляж
Мультфільм дубльовано студією «Так Треба Продакшн» на замовлення національного онлайн-кінотеатру «Sweet.tv» у 2021 році.
- Режисери дубляжу — Валентина Сова, Олена Бліннікова
- Звукорежисери — Андрій Єршов, Ярослав Зелінський, Юрій Гало
- Диктор — Дмитро Терещук

### Ролі дублювали
- Роман Чорний — Шрек
- Катерина Брайковська — Фіона
- Володимир Терещук — Віслюк
- В'ячеслав Скорик — Кіт у чоботях
- Євген Пашин — Король Гарольд
- Олена Бліннікова — Королева Ліліан
- Олександр Шевчук — Красивий принц (Чармінг)
- Юлія Малахова — Фея-хрещена

### А також
- Ярослав Чорненький
- Юрій Гребельник
- Павло Скороходько
- Дмитро Терещук
- Кирило Татарченко
- Сергій Гутько
- Анастасія Павленко
- Оксана Гринько
- Анна Артем'єва

## Українське закадрове озвучення

### Багатоголосе закадрове озвучення студії«1+1»(2007)
- Переклад: Тетяни Коробкової
- Перекладач віршів та режисер: Станіслав Чернілевський
- Звукорежисер: Олена Мойжес
- Літературний редактор: Олена Чернілевська
- Ролі озвучували: Максим Кондратюк, Юрій Коваленко та Олена Узлюк

### Двоголосе закадрове озвучення телекомпанії«Новий канал»(2009)
- Ролі озвучували: Юрій Ребрик та Катерина Брайковська

### Багатоголосе закадрове озвучення студії«Так Треба Продакшн»на замовлення телекомпанії«Інтер»(2011)
- Ролі озвучували: Анатолій Пашнін, Роман Чупіс, Володимир Терещук, Валентина Сова та Олена Бліннікова